# Cribralaria setirostris
Cribralaria setirostris är en mossdjursart som först beskrevs av William MacGillivray 1883.  Cribralaria setirostris ingår i släktet Cribralaria och familjen Cribrilinidae. Inga underarter finns listade i Catalogue of Life.